# Limnocentropus fletcheri
Limnocentropus fletcheri är en nattsländeart som beskrevs av Martin E. Mosely 1935. Limnocentropus fletcheri ingår i släktet Limnocentropus och familjen Limnocentropodidae. Inga underarter finns listade i Catalogue of Life.